# Das
 Das es un municipio español en la provincia de Gerona, comunidad autónoma de Cataluña, de la comarca de la Baja Cerdaña, situado al sur de la comarca.

## Toponimia
(I) Antecedentes histórico-etimológicos que podrían tener relación con la localidad Das. Libro XI de Estrabón, Iberia del Cáucaso:
“... veteres enim graecorum scriptores universas gentes septentrionalis Scytharum et Celtoscytharum conmuni nomine affecerunt...
... los antiguos escritores griegos llamaban a todas las naciones del norte con el nombre común de escitas y celtoscitas...”.
"... Entre esta [Iberia Oriental] y Armenia, se muestran abundantes llanuras de excelentes pastos, recibidas también por varios ríos, entre ellos el Alazonio [Alazani], el Sandobane, el Rhoetace y el Chane, todos navegables, hasta la desembocadura en el Mar Caspio... 
3. Los habitantes del campo ibérico están más interesados en la agricultura y la paz, y en la cultura armenia y médica [Media] ; sin embargo en la montaña, la mayoría de ellos son guerreros y viven a la manera de los escitas y los sármatas...
[5]... Desde Armenia hay estrechos hasta los ríos Ciro [Kurá] y Aragum (?) [Aragvi] que, antes de confluir, tienen ciudades fortificadas colocadas sobre rocas, a una distancia de dieciséis estadios entre sí: dominan sobre el río Ciro Harmozica [Armazi], y sobre el otro río [Aragum] Seusamora [Tsitsamuri]. Estos lugares los utilizó primero Pompeyo cuando huyó de Armenia y luego Canidio...
Como al parecer la máxima antigüedad de Harmozica y Seusamora datan del siglo III a. C. y del I a. C. (respectivamente), salvo las relaciones del cartaginés Aníbal con el rey armenio Artaxes I, poco más se puede añadir sin hacer extensivos a los clásicos. Probado está, también, que Pompeyo (Pamplona deriva de Pompelon «Pompeyópolis o ciudad de Pompeyo»)  hizo la guerra en los Pirineos contra Sertorio y después pasó a la Iberia Caucásica y al Mar Negro para derrotar a Mithrídates VI del Ponto. Por todo ello, al menos los ríos Alazonio, Aragum y Chane (Χανη, quizá Cani) mantengan similar hidronimia con el Alzania y Aragón pirenaicos de la actualidad, y con el Sicani [sicanos]  anterromano del Levante español.
De vuelta a la Hispania e Iberia Occidental, se halla en Plinio:
"... In vniuersam Hispaniã M. Varro peruenisse Iberos & Persas,& Phoenicas, Celtasque, Poenos tradit... 
... M. Varro refiere que a toda España llegaron Iberos, Persas, Fenicios, Celtas y Púnicos...".
En idioma persa —inglés, traducción persa y [traducción al español]—:
Scythe, dás, dahrat [guadaña], p. 318. Sickle, dás, dáz [hoz], p. 330. 
Probablemente la etimología inglesa scythe proceda de Escitia, desde donde hubo corrimientos migratorios de Oriente a Occidente. Tracia comprendía, entre otros grupos tribales más, a brigas, bessos, dacios y getas. Referencias brigas se dieron en las urbes hispanas y lusitanas (Brigantium, Brigeco, Segóbriga, Caetóbriga...); los bessos en Cataluña lo harían con el río Besós; Cataluña y resto de Hispania y Lusitania lo harían con los godos o dacios; los getas con las etnias pirenaicas indiketas o indigetas. Armas curvadas a modo de hojas de guadañas u hoces se daban entre ellos (sica tracia), y la muestra más patente se halla en las falcatas iberas (curvas y de un solo filo). Unos montes Pirin se dan en Bulgaria (parte de Tracia). El emperador de origen hispano Trajano, mantuvo contiendas en Dacia...
Cabría también posible etimología griega, de la que en el Diccionario heleno-español —griego, pronunciación en español y [traducción al español]—: δάσ, das [madera resinosa, antorcha], p. 167; δάσος, dasos, [bosque, selva, monte || espesura], p, 168.
De (I) a (II) datos de Vástagos de Hércules I (pendiente de edición).

## Organización territorial
El municipio está conformado, según el Instituto Nacional de Estadística, por las entidades de población de Mosoll, Sanavastre, Tartera y Urbanització Tartera.

## Demografía
Das cuenta con una población de 270 habitantes (INE 2024).
| Gráfica de evolución demográfica de Das entre 1842 y 2021 |
| |
| Población de derecho según los censos de población del INE Población de hecho según los censos de población del INEEntre el censo de 1857 y el anterior, crece el término del municipio porque incorpora a Sanabastre |

## Economía
Agricultura, ganadería y explotación forestal. Turismo y segundas residencias.

## Lugares de interés
- Iglesia de San Lorenzo, de estilo románico, con un altar barroco - en Das.
- Iglesia de San Acisclo y Santa Victoria - en Sanavastre.
- Iglesia de Santa María. Románica - en Mosoll.
- Casa del Común de Das. Declarada bien de interés cultural.